# André Tal
André Felipe Tal nasceu em 1978. É jornalista formado pela Pontifícia Universidade Católica de São Paulo (PUC/SP), em 1999. É atualmente repórter especial da Record TV e apresentador do programa de entrevistas JR Mundo. Vencedor do Prêmio Esso de Telejornalismo (2008/2011) e do Prêmio Imprensa Embratel (2011)
Começou a carreira na televisão aos 21 anos, na RedeTV!, onde foi repórter e editor de Internacional. Entre 2002 e 2005, trabalhou como repórter do programa Pequenas Empresas Grandes Negócios, da Tv Globo. Desde 2006, está na Record TV.
Na emissora, já foi repórter do escritório de Nova Iorque e dos programas Domingo Espetacular, Câmera Record e Esporte Fantástico. Em 2011, foi enviado para Tóquio, como novo correspondente da Record no continente asiático. Cobriu os desastres ocorridos no Japão em março de 2011. Em outubro de 2013, assumiu o escritório da emissora em Londres. Na Europa, cobriu os inúmeros atentados terroristas na região, entre eles os ataques em Paris.
Desde 2019, de volta ao Brasil, realiza reportagens especiais e grandes coberturas para o Jornal da Record, com viagens nacionais e internacionais.
Ganhou duas vezes o Prêmio Esso de Jornalismo, na categoria Telejornalismo: em 2008, com a reportagem Dossiê Roraima: Pedofilia no poder, sobre a rede que envolvia empresários e políticos importantes da região, realizada com Ricardo Andreoni, Jorge Valente e Marcelo Zanini e exibida no Domingo Espetacular; e em 2011, com a série especial 40 Anos – Transamazônica, a estrada sem fim, ao lado de Gustavo Costa, Cátia Mazin e Rodrigo Bettio, um claro exemplo de falência social. Com esta série, venceu também o Prêmio Imprensa Embratel 2011.
Como repórter, cobriu a Copa do Mundo da Rússia, em 2018, os Jogos Olímpicos de Inverno em Vancouver-2010, Sochi-2014, e as Olimpíadas de Londres-2012. Também acompanhou a conquista do Corinthians no mundial interclubes no Japão, em dezembro 2012.